# Bataille de Baoying
Guerre civile chinoise
La bataille de Baoying (宝应战斗) s'inscrit au sein de la guerre civile chinoise, directement à la fin de la Seconde Guerre mondiale. La bataille a lieu dans la région de Baoying au centre du Jiangsu. C’est un combat entre les Communistes et d’anciens partisans des Etats-pantins des Japonais, qui ont rejoint le Kuomintang après la Seconde Guerre mondiale. La bataille s'achève sur une victoire communiste.

## Prélude
Comme d’autres escarmouches similaires directement après la fin de la Seconde Guerre mondiale entre les Communistes et les Nationalistes en Chine, ce conflit tient sa source dans la prise de conscience de Tchang Kai-shek que son régime nationaliste n’avait ni le nombre d’hommes suffisant ni les transports nécessaires pour déployer ses troupes contre les Communistes dans les régions de la Chine occupées par les Japonais. Refusant que les Communistes, qui ont déjà assuré leur domination sur une vaste partie des régions rurales en Chine, étendent plus avant leur territoire en acceptant la reddition des troupes japonaises et occupent en conséquence les zones laissées par les vaincus, Tchang Kaï-shek ordonne aux Japonais et à leur régime collaborateur chinois de ne pas se rendre aux communistes et rester en capacité de combat pour “maintenir l’ordre” dans les zones occupées, et de ne pas hésiter à combattre les Communistes si nécessaire, jusqu’à l’arrivée et au déploiement des troupes nationalistes. Une grande partie des membres des Etats-pantins pro-japonais et de leurs forces militaires rejoignit Kuomintang.
Cependant, la majeure partie de ces anciens nationalistes devenus le bras armé des régimes pro-Japonais n’était pas issus de la propre clique de Tchang Kai-shek, mais plutôt en majorité de troupes des Seigneurs de la Guerre, qui n’était que théoriquement sous l’autorité de Tchang Kai-shek avant la Seconde Guerre mondiale, puisqu'ils n’étaient nationalistes que de noms et maintenaient généralement leur statut indépendant ou semi-indépendant. Ces seigneurs de guerre n’étaient intéressés que par le maintien de leur propre pouvoir et pactisèrent avec les Japonais quand ils leur offrirent de conserver leur propre pouvoir en échange de leur collaboration. Après la Seconde Guerre mondiale, les forces des anciens pantins des Japonais rejoignirent le camp nationaliste pour les mêmes raisons qui les avaient poussé à trahir pour le camp japonais. Evidemment, il était dur pour Tchang de se débarrasser immédiatement de ces seigneurs de guerre pour de bon à partir du moment où ils se rangeaient du côté du Kuomintang, car une telle décision lui aurait aliéné d’autres factions au sein des rangs du Kuomintang, et ces anciens régimes soumis au Japon pouvaient toujours potentiellement céder aux Nationalistes les territoires sous leurs contrôles en les défendant jusqu’au déploiement des troupes de Tchang. L’objectif de Tchang Kai-shek était de résoudre simultanément le problème des Seigneurs de la Guerre qui touchait la Chine depuis longtemps et celui de l’élimination du communisme, ce qui se révéla plus tard une erreur fatale pour lui-même et son régime nationaliste.

## Stratégie nationaliste
En accord avec sa stratégie d’élimination conjointe des seigneurs de la guerre et du communisme, Tchang Kai-shek et ses partisans ont d’abord espéré que les anciens seigneurs de guerre partisans du Japon qui avaient rejoint les nationalistes seraient capable de tenir suffisamment longtemps les régions et d’en repousser les Communistes pour que Tchang puisse y déployer ses propres troupes. Cependant, si les Communistes se révélaient victorieux dans ces affrontements, leurs résultats resteraient en faveur de Tchang et de la République de Chine, car le pouvoir des seigneurs de guerre serait réduit et leurs forces militaires seraient écrasées par les Communistes, et le problème des seigneurs de la guerre serait largement réduit, tandis que simultanément, les Communistes seraient affaiblis par les combats et les propres troupes de Tchang pourraient ainsi prendre le contrôle plus facilement.
En tant qu’anciens Nationalistes ayant choisi la collaboration avec les Japonais, ces seigneurs de la guerre et leurs troupes n’avaient aucun scrupule à suivre les ordres de Tchang Kai-shek, et ils brûlaient de prouver leur valeur. Ces seigneurs de la guerre et leurs troupes étaient parfaitement conscients qu’à cause de leur collaboration avec les envahisseurs japonais durant la seconde guerre sino-japonaise, ils seraient détestés par le reste de la population chinoise, et par ceux qui parmi les Nationalistes avaient refusé la reddition et avaient combattu l’ennemi jusqu’à la victoire finale. Ainsi, durant la démilitarisation qui devait logiquement suivre la Seconde Guerre mondiale, ils seraient certainement désarmés en échange de l’abandon des charges contre eux, ce qui serait vraisemblablement pour eux la meilleure perspective possible, et leur pouvoir serait largement réduit, voire complètement supprimé.  L’ordre de Tchang Kai-shek de ne pas se rendre aux communistes et de les combattre par tous les moyens possibles était vu comme une opportunité, car en suivant de tels ordres, ces seigneurs de la guerre et leurs troupes pouvaient légitimer leur présence et ainsi conserver leur pouvoir en combattant les Communistes, qualifiés de rebelles par Tchang Kai-shek et son régime nationaliste.

## Stratégie communiste
La stratégie communiste était bien plus simple que celle des Nationalistes, et il n’y avait aucune grande division dans les rangs communistes comme c’était le cas dans les rangs nationalistes. Les Communistes recevaient déjà un support populaire considérable, étant la seule force chinoise présente dans la région pour combattre les envahisseurs japonais et leurs alliés chinois après la retraite du Kuomintang, et après l’établissement des bases communistes dans des régions rurales où un meilleur cadre de vie était promis à la population que dans les régions occupées par les Japonais, cette dernière reconnu la légitimité communiste pour représenter la Chine, accepter la reddition des envahisseurs dans la région et la contrôler après leur départ.

## Ordre de combat
Nationalistes
- 106e Régiment de la 42e Division de la 5e Armée
- Régiment de Sécurité de Baoying

Communistes
- Unités de la Région militaire du Jiangsu Central dont la 13e Brigade de la 5e Division de la Nouvelle Quatrième Armée
- Régiment Indépendant de Baoying

## Bataille
Le 21 août 1945, la 13e Brigade de la 5e Division de la Nouvelle Quatrième Armée  communiste pris la décision de prendre de force la ville de Baoying (宝应) dans le Jiangsu central devant le refus de reddition des défenseurs de la ville, d’anciens partisans du Kuomintang ralliés aux Japonais puis de nouveau aux Nationalistes après la Seconde Guerre mondiale. La bataille commence le 15 août 1945, et les attaquants communistes parviennent assez vite à prendre les fortins ennemis à l’extérieur de la ville. Une semaine plus tard, la nuit du 22 août 1945, les Communistes parviennent à faire une brèche dans les défenses de la ville. Le lendemain, les défenseurs sont complètement écrasés, et le commandant de régiment adjoint est pris vivant avec la majeure partie de ses troupes par les attaquants communistes. De plus, les Communistes prennent plus de 60 mitrailleuses et environ 600 armes à feu, et le vaste territoire de 100 km le long du Grand Canal de Gaoyou à Huai’an est désormais entre les mains des Communistes.

## Bilan
Comme d’autres escarmouches similaires directement après la fin de la Seconde Guerre mondiale entre les Communistes et le Kuomintang en Chine, ce conflit montre ainsi que la tentative de Tchang Kai-shek pour résoudre le problème des Seigneurs de la Guerre et du Parti Communiste Chinois s’est révélée être une erreur fatale. Bien que le résultat de la campagne fut exactement celui que Tchang et ses associés avaient prévu et que l’autorité des Seigneurs de la Guerre dans la région fut diminuée par les échecs de leurs forces armées face aux Communistes, réalisant ainsi son objectif secondaire, tout gains obtenus par les Nationalistes fut contrebalancé par les retombées politiques. Le succès de cet objectif secondaire coûte un lourd tribut au Kuomintang, en ruinant son soutien populaire dans cette région, anciennement sous contrôle des envahisseurs japonais, où la décision de réassigner les anciens pantins des Japonais en tant que forces nationalistes pour combattre les Communistes, les seules forces chinoises présentes dans la région, ne fit qu’aliéner de plus en plus les populations locales et renforcer le ressentiment populaire contre Tchang Kai-shek et son gouvernement nationaliste.